# Ken Albers
John Kenneth (Ken) Albers (Woodbury (New Jersey), 10 december 1924 - Simi Valley (Californië), 19 april 2007) was een Amerikaanse zanger, die tussen 1956 en 1982 optrad met de jazzband The Four Freshmen.

## Levensloop
In de Tweede Wereldoorlog diende Albers in de United States Army, het Amerikaanse leger. Na zijn diensttijd volgde hij lessen op het conservatorium in Philadelphia.
Voordat Albers zich aansloot bij de The Four Freshmen, zong hij bij de Stuarts Quartet.
In 1956 was Albers eerste optreden met de The Four Freshmen. Een van de eerste grote shows waar hij bij was, was een live-uitzending bij de The Ray Anthony Show. 
Albers was niet alleen zanger, maar bespeelde ook nog een aantal instrumenten: de trompet, de mellofoon en de bugel.    
In april 2007 overleed Ken Albers na een langdurige ziekte op 82-jarige leeftijd.